# Z dymem pożarów

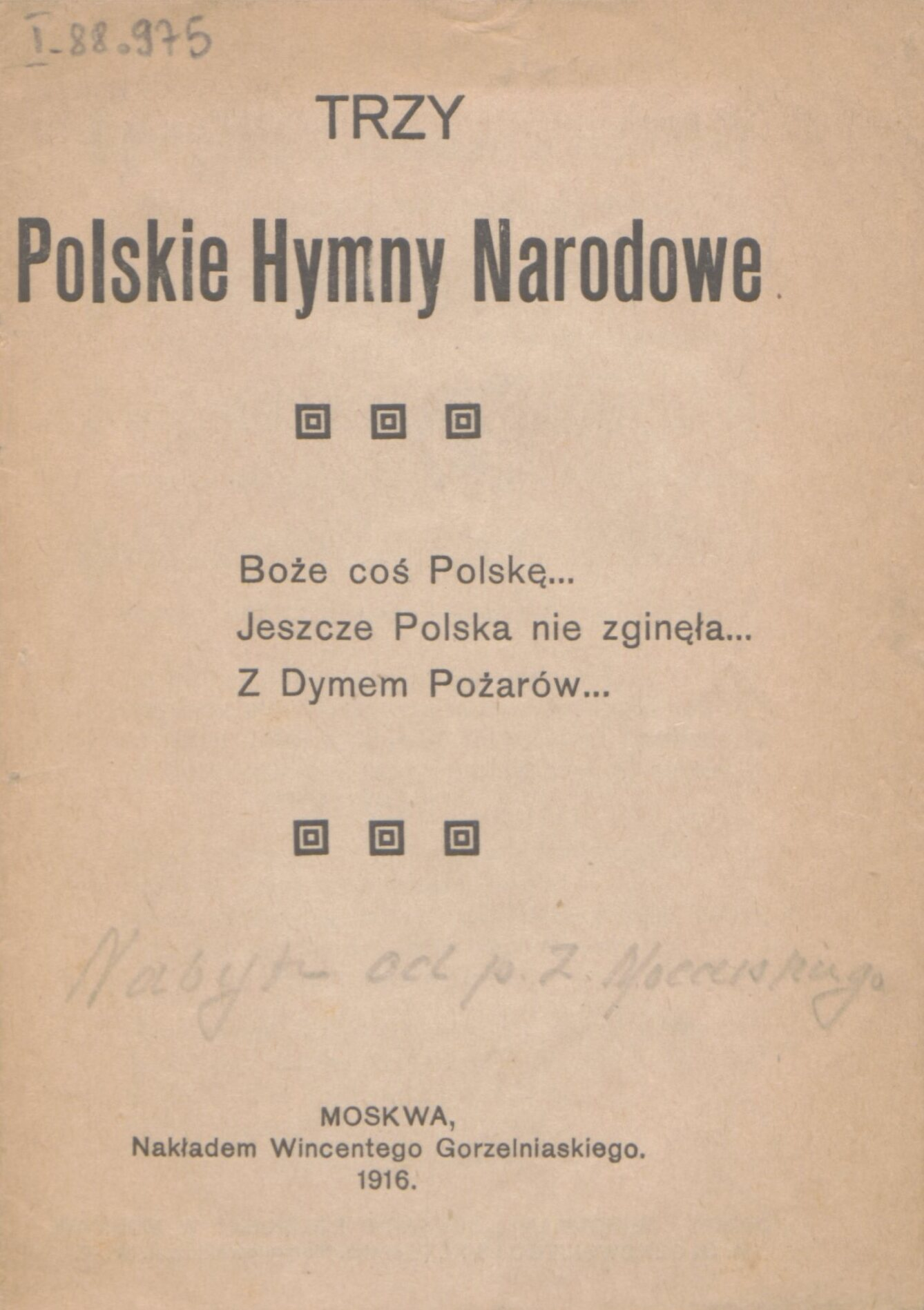
Trzy Polskie Hymny Narodowe

Z dymem pożarów – jedna z pieśni, które u schyłku XIX wieku pełniły rolę hymnu narodowego. Przyczynkiem do jej powstania była reakcja na zabójstwa licznych przedstawicieli szlachty dokonane przez chłopów w trakcie powstania Galicji w 1846 roku, zyskała popularność już w czasie Wiosny Ludów.

## Historia powstania
Najpierw powstała muzyka – kompozytor Józef Nikorowicz stworzył fortepianowy lub organowy utwór o nazwie „Chorał”. Jego przyjaciel, poeta Kornel Ujejski, będąc pod wpływem melodii napisał do niej tekst. Tekst ten został opublikowany w 1847 roku w tomie Skargi Jeremiego. Pieśń krążyła w licznych odpisach i redakcjach. Spopularyzowana w czasie Wiosny Ludów, szczególnie w zaborze austriackim pełniła funkcję hymnu ogólnonarodowego. Śpiewana była w przededniu powstania styczniowego, stając się hymnem powstańców.
W 1884 roku została wydana w oprawie malarskiej Jana Styki.
Pieśń „Z dymem pożarów” została wykorzystana przez rosyjskiego kompozytora Modesta Musorgskiego w cyklu wokalnym „Pieśni i tańce śmierci” (1875-1877).

## Percepcja za granicą
W pamiętniku świadka epoki, artysty-malarza Mariana Trzebińskiego – studiującego w Monachium, można znaleźć następujące wspomnienia z lat 1893–1894 dotyczące odbioru pieśni „Z dymem pożarów” w ówczesnym środowisku niemieckim w Monachium:

Młodzież polska przeważnie na Schwabingu osiadła, miała swoje „Stamm-knajpy”, a w nich zarezerwowane separatki i zwykle tak bywało, że gdy się nas kilkunastu zeszło, zaczynały się śpiewy, w czym dominowali Galicjanie. Nieraz, gdyśmy chórem odśpiewali „Z dymem pożarów”, z sąsiednich sal zjawiała się delegacja od Niemców z prośbą o powtórzenie, bo jest to takie piękne, takie „riesig melancholisch”.